# Плевен (община)
Пле́вен (болг. Община Плевен) — община в Болгарии. Входит в состав Плевенской области. Численность населения составляет 147 109 человек (на 15 января 2010 года).

## Географическое положение
Община Плевен находится в центральной части Нижнедунайской холмистой равнины, в центральной части юга области. Граничит с общинами Плевенской области: на западе с общиной Долни-Дыбник, на северо-западе с общиной Долна-Митрополия, на севере с общиной Гулянци, на северо-востоке с общиной Никопол, на востоке с общиной Левски, на юго-востоке с общиной Пордим. Южная граница территории общины проходит по административной границе области с Ловечской областью. Площадь территории общины — 812,098 км²
Административный центр общины — областной центр, город Плевен, находящийся в 170 км от столицы страны — города София, в 320 км к западу от черноморского побережья, в 30 км южнее реки Дунай и а расстоянии около 70 км от гор Стара-Планина.
По территории общины протекает ряд рек правобережной части бассейна Дуная — крупнейшие из них река Вит и река Тученишка.

## Климат
Община Плевен расположена на территории с умеренно континентальным климатом, характеризующимся сравнительно низкой среднегодовой температурой (10,8ºС) и довольно высокой годовой амплитудой.

## Транспорт
Общину пересекают автодороги София — Варна (E 83), Никопол — Плевен (II-34) и Ловеч — Плевен (II-35). На территории общины действуют 90 автобусных маршрутов, из которых 19 основных городских, 9 дополнительных и 62 пригородных. В Плевене действует 15 троллейбусных маршрутов, которые обслуживают от 70 троллейбусов. В 2008 году на территории общины были зарегистрированы 475 автомобилей такси.

## Политическая ситуация
Кмет (мэр) общины Плевен — Найден Маринов Зеленогорски (коалиция партий: Демократы за сильную Болгарию (ДСБ), Болгарский земледельческий народный союз (БЗНС), Союз демократических сил (СДС), Демократическая партия (ДП), Национальное движение «Симеон Второй», Болгарская социал-демократическая партия (БСДП), болгарский демократический союз «Радикалы», объединение болгарских националистов «Единая Болгария» (ОБНЦБ)) по результатам выборов 2007 года.

## Состав общины

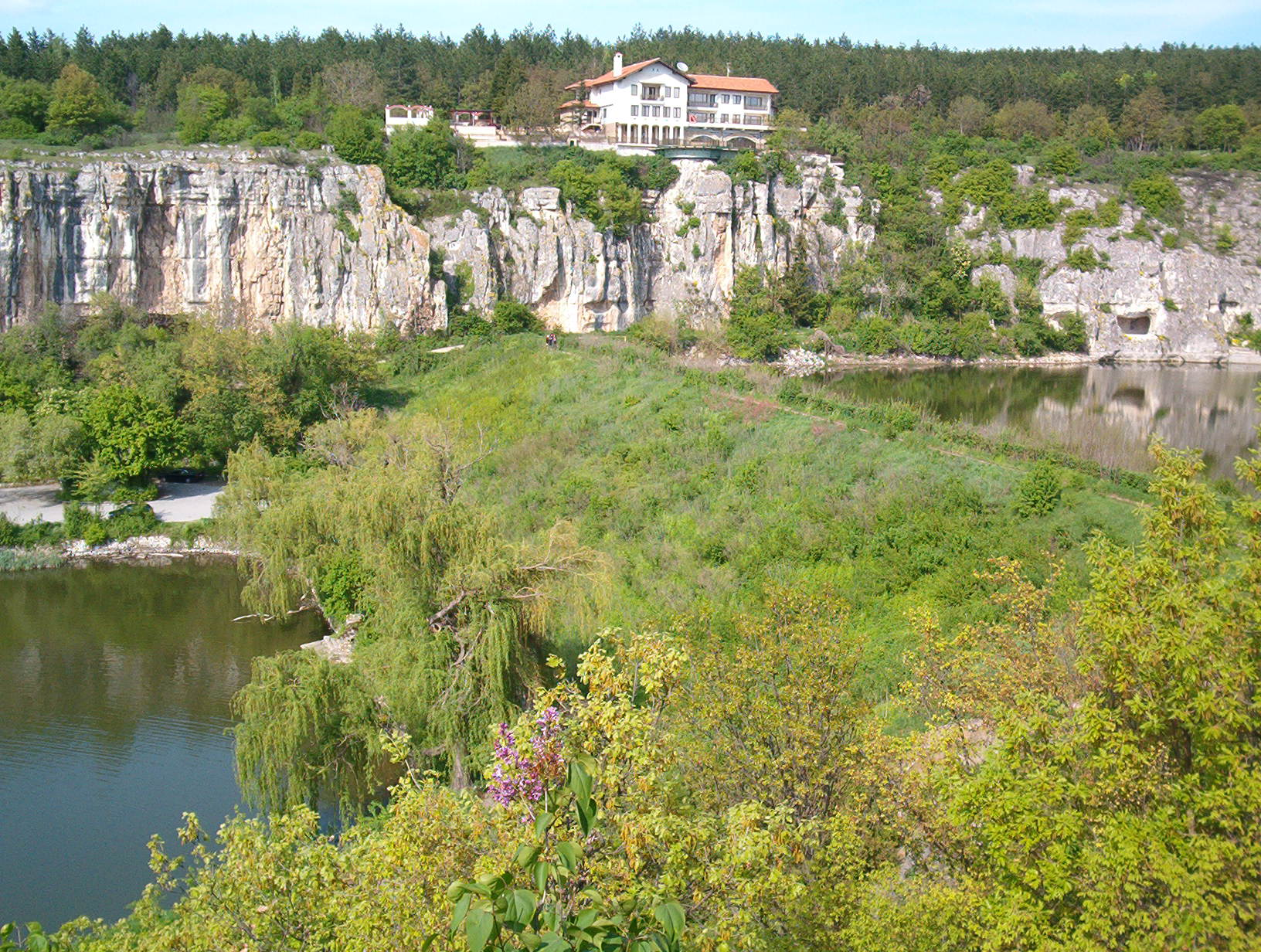
Парк Кайлыка, близ Плевена

В состав общины входят 25 населённых пунктов — 2 города: Плевен и Славяново и 23 села:
| - Беглеж - Бохот - Брестовец - Брышляница - Буковлык - Вырбица - Горталово - Гривица | - Дисевица - Коиловци - Кыртожабене - Кышин - Ласкар - Мечка - Николаево - Опанец | - Пелишат - Радишево - Ралево - Тодорово - Тученица - Тырнене - Ясен |

## Демография
По состоянию на 31 декабря 2008 года в общине проживал 139 121 житель, в том числе:
- мужчин — 67 192 чел.
- женщин — 71 929 чел.
- в городах — 116 850 чел., из них:
  - мужчин — 56 252 чел.
  - женщин — 60 598 чел.
- в сёлах — 22 271 чел., из них:
  - мужчин — 10 940 чел.
  - женщин — 11 331 чел.

Смертность среди населения общины преобладает над рождаемостью, естественный прирост населения отрицательный, убыль за 2008 год составила 413 человек (мужчины — 302 чел., женщины — 111 чел.). За счёт внутренней и внешней миграции общее население общины сократилось на 39 чел., причём женщин на 50 человек, а количество мужчин напротив увеличилось на 11 чел..